# Gymnostomum viridulum
Gymnostomum viridulum là một loài Rêu trong họ Pottiaceae. Loài này được Brid. mô tả khoa học đầu tiên năm 1826.